# Mladoboleslavský vikariát

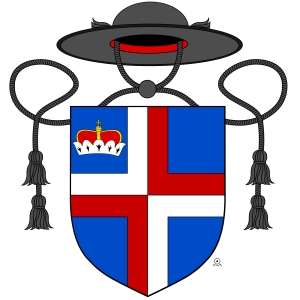
Blason vikariátního znaku
V modrém štítu stříbrně a červeně čtvrcený kříž provázený vpravo nahoře knížecí korunou přirozených tinktur. Vše převýšeno černým kněžským kloboukem se dvěma černými střapci. Zvolený symbol odkazuje zejména na kněžnu sv. Ludmilu, jejíž původ je tradičně kladen do Mělníka.

Mladoboleslavský vikariát se nachází v severních a středních Čechách, a je jedním z 10 vikariátů litoměřické diecéze. Je církevní územní správní jednotkou v litoměřické diecézi, která hraničí ze západu s litoměřickým, ze severu s českolipským a z východu s turnovským vikariátem. Z jihu hraničí s arcidiecézí pražskou a z jihovýchodu s diecézí královéhradeckou. Z hlediska územního členění státní správy leží na území okresu Mladá Boleslav a zabírá asi polovinu okresu Mělník. Na jihu okrajově zasahuje do okresu Nymburk a na severu okrajově v oblasti Bezdězu do okresu Česká Lípa.
Vikariát je tvořen 47 farnostmi. Jednotlivé farnosti jsou ve vikariátu sdružené do farních obvodů (kolatur), kdy z důvodu nedostatku kněží má jeden kněz na starosti farností více. Z hlediska státní správy kolatura může připomínat obce s pověřeným obecním úřadem či obce s rozšířenou působností. Ve farnostech mladoboleslavského vikariátu se nachází dohromady 66 kostelů a řada větších kaplí, které jsou uvedeny v přehledu. Dále je zde mnoho menších kaplí a kapliček, božích muk, křížů a jiných sakrálních památek, které jsou uvedeny na stránkách pojednávajících o konkrétních farnostech. Přirozeným centrem vikariátu je město Mladá Boleslav, které mu dalo jméno. Okrskovým vikářem je od července 2023 Kamil Škoda, který je zároveň farářem v Bělé pod Bezdězem.
Na území mladoboleslavského vikariátu se nachází několik významných poutních míst. Starým poutním místem s úctou k Nejsvětější Trojici, ve 21. století již poněkud pozapomenutým, je kostel Nejsvětější Trojice v Chloumku u Mělníka. K mariánským poutním místům patří kostel Nanebevzetí Panny Marie v Chorušicích, kostel sv. Petra a Pavla v Bezně, kde byla úcta k soše Panny Marie Bolestné a asi největšího významu dosáhla kaple sv. Michaela archanděla na hradě Bezděz, kde se nacházela kopie Černé Madony Montserratské. Důležitými duchovními centry jsou pak farnosti odkud jsou spravované kolatury. Kromě mladoboleslavského arciděkanství jsou to farnosti: Bakov nad Jizerou, Bělá pod Bezdězem, děkanství Dobrovice, Mcely, proboštství Mělník, kde do husitských válek bylo centrum mělnické kolegiátní kapituly, Mšeno u Mělníka a Nebužely, ze kterých je správováno také poutní místo Chorušice.

## Seznam farností mladoboleslavského vikariátu

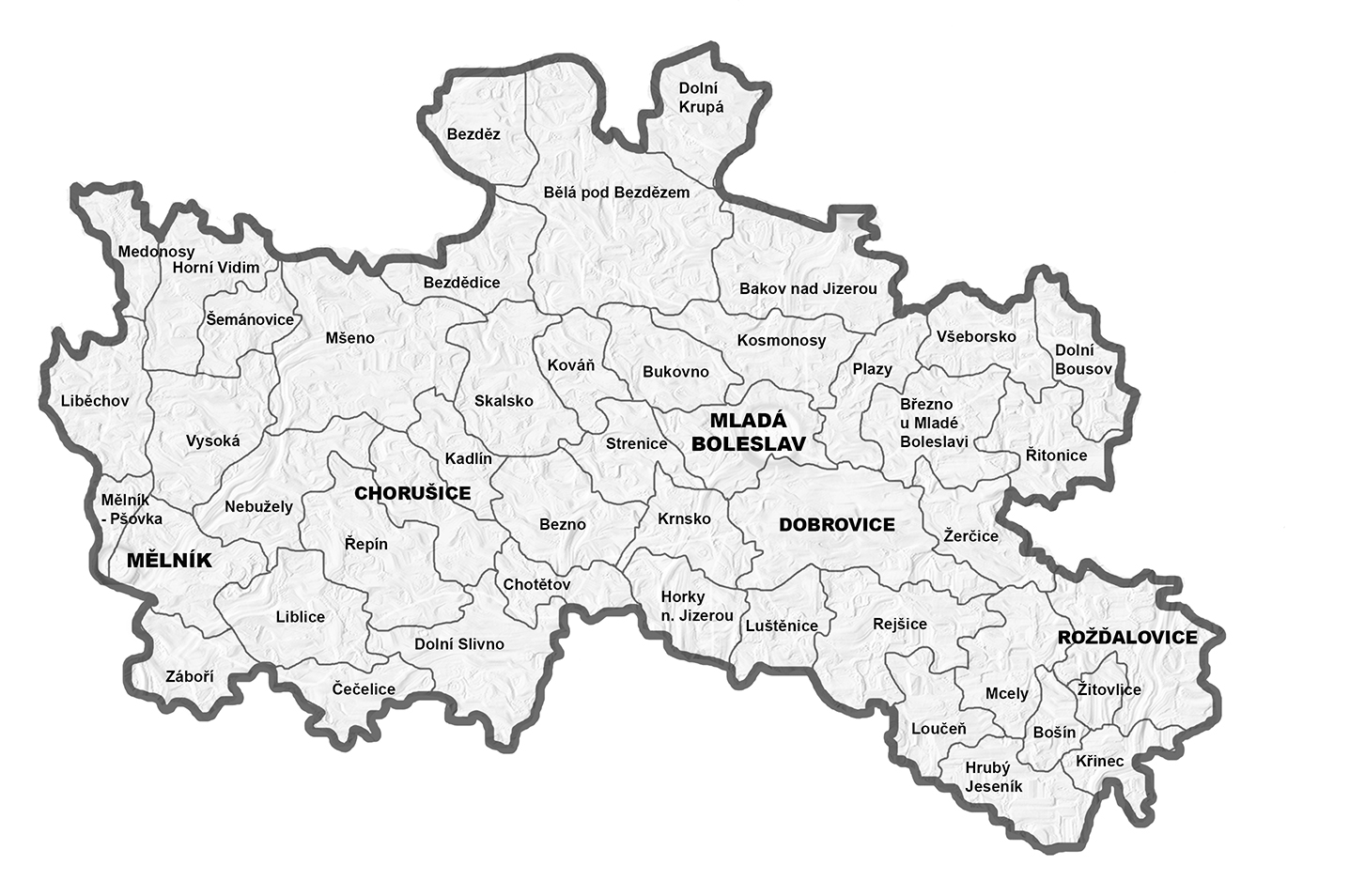

1. Bakov nad Jizerou
2. Bělá pod Bezdězem
3. Bezdědice
4. Bezděz
5. Bezno
6. Bošín
7. Březno u Mladé Boleslavi
8. Bukovno
9. Čečelice
10. Dobrovice
11. Dolní Bousov
12. Dolní Krupá
13. Dolní Slivno
14. Horky nad Jizerou
15. Horní Vidim
16. Hrubý Jeseník
17. Chorušice
18. Chotětov
19. Kadlín
20. Kosmonosy
21. Kováň
22. Krnsko
23. Křinec
24. Liběchov
25. Liblice
26. Loučeň
27. Luštěnice
28. Mcely
29. Medonosy
30. Mělník
31. Mělník - Pšovka
32. Mladá Boleslav
33. Mšeno u Mělníka
34. Nebužely
35. Plazy
36. Rejšice
37. Rožďalovice
38. Řepín
39. Řitonice
40. Skalsko
41. Strenice
42. Šemanovice
43. Všeborsko
44. Vysoká u Mělníka
45. Záboří
46. Žerčice
47. Žitovlice

| Přehled kostelů a kaplí v mladoboleslavského vikariátu | Přehled kostelů a kaplí v mladoboleslavského vikariátu | Přehled kostelů a kaplí v mladoboleslavského vikariátu | Přehled kostelů a kaplí v mladoboleslavského vikariátu | Přehled kostelů a kaplí v mladoboleslavského vikariátu | Přehled kostelů a kaplí v mladoboleslavského vikariátu | Přehled kostelů a kaplí v mladoboleslavského vikariátu | Přehled kostelů a kaplí v mladoboleslavského vikariátu | Přehled kostelů a kaplí v mladoboleslavského vikariátu |
| Fotografie                                             | Patrocinium                                            | Slavnost                                               | Místo                                                  | Statut                                                 | Farnost                                                | Diecézní katalog                                       | Souřadnice                                             | Č. kulturní památky (Pk, MIS, Sez, Obr)                |
| ------------------------------------------------------ | ------------------------------------------------------ | ------------------------------------------------------ | ------------------------------------------------------ | ------------------------------------------------------ | ------------------------------------------------------ | ------------------------------------------------------ | ------------------------------------------------------ | ------------------------------------------------------ |
|                                                        | Andělů Strážných (Košátky)                             | 2. října                                               | Košátky                                                | kaple (zámecká)                                        | Farnost Dolní Slivno                                   | bohoslužby                                             | 50°19′5″ s. š., 14°39′59″ v. d.                        | 46514/2-1609 (Pk•MIS•Sez•Obr•WD)                       |
|                                                        | Čtrnácti sv. pomocníků (Mělník)                        | dle 14 sv. pomocníků                                   | Mělník                                                 | filiální kostel (klášterní)                            | Farnost Mělník                                         | bohoslužby                                             | 50°21′10″ s. š., 14°28′28″ v. d.                       | 28351/2-1357 (Pk•MIS•Sez•Obr•WD)                       |
|                                                        | Korunování Panny Marie (Niměřice)                      | 22. srpna                                              | Niměřice                                               | kaple                                                  | Farnost Strenice                                       | bohoslužby                                             | 50°23′45″ s. š., 14°48′25″ v. d.                       | 36650/2-1704 (Pk•MIS•Sez•Obr•WD)                       |
|                                                        | Nanebevzetí Panny Marie (Bošín)                        | 15. srpna                                              | Bošín                                                  | farní kostel                                           | Farnost Bošín                                          | bohoslužby                                             | 50°16′51″ s. š., 15°6′40″ v. d.                        | 34891/2-1798 (Pk•MIS•Sez•Obr•WD)                       |
|                                                        | Nanebevzetí Panny Marie (Buda)                         | 15. srpna                                              | Buda                                                   | kaple                                                  | Farnost Bakov nad Jizerou                              | bohoslužby                                             | 50°28′58″ s. š., 14°59′15″ v. d.                       | —                                                      |
|                                                        | Nanebevzetí Panny Marie (Chorušice)                    | 15. srpna                                              | Chorušice                                              | farní kostel                                           | Farnost Chorušice                                      | bohoslužby                                             | 50°23′25″ s. š., 14°40′29″ v. d.                       | 27195/2-1316 (Pk•MIS•Sez•Obr•WD)                       |
|                                                        | Nanebevzetí Panny Marie (Katusice)                     | 15. srpna                                              | Katusice                                               | filiální kostel                                        | Farnost Kováň                                          | bohoslužby                                             | 50°26′47″ s. š., 14°46′45″ v. d.                       | 36606/2-3597 (Pk•MIS•Sez•Obr•WD)                       |
|                                                        | Nanebevzetí Panny Marie (Loučeň)                       | 15. srpna                                              | Loučeň                                                 | farní kostel (zámecký)                                 | Farnost Loučeň                                         | bohoslužby                                             | 50°17′14″ s. š., 15°1′28″ v. d.                        | 36018/2-1859 (Pk•MIS•Sez•Obr•WD)                       |
|                                                        | Nanebevzetí Panny Marie (Mladá Boleslav)               | 15. srpna                                              | Mladá Boleslav                                         | farní kostel                                           | Farnost Mladá Boleslav                                 | bohoslužby                                             | 50°24′43″ s. š., 14°54′13″ v. d.                       | 35223/2-1649 (Pk•MIS•Sez•Obr•WD)                       |
|                                                        | Narození Páně (Horky nad Jizerou)                      | 25. prosince                                           | Horky nad Jizerou                                      | kaple                                                  | Farnost Horky nad Jizerou                              | bohoslužby                                             | 50°19′37″ s. š., 14°51′23″ v. d.                       | 29180/2-1558 (Pk•MIS•Sez•Obr•WD)                       |
|                                                        | Narození Panny Marie (Jabkenice)                       | 8. září                                                | Jabkenice                                              | filiální kostel                                        | Farnost Rejšice                                        | bohoslužby                                             | 50°19′29″ s. š., 15°0′48″ v. d.                        | 31806/2-1577 (Pk•MIS•Sez•Obr•WD)                       |
|                                                        | Narození Panny Marie (Sudoměř)                         | 8. září                                                | Sudoměř                                                | filiální kostel                                        | Farnost Skalsko                                        | bohoslužby                                             | 50°26′38″ s. š., 14°44′24″ v. d.                       | 28278/2-1745 (Pk•MIS•Sez•Obr•WD)                       |
|                                                        | Narození Panny Marie (Záboří)                          | 8. září                                                | Záboří                                                 | farní kostel                                           | Farnost Záboří                                         | bohoslužby                                             | 50°18′35″ s. š., 14°31′34″ v. d.                       | 35111/2-1322 (Pk•MIS•Sez•Obr•WD)                       |
|                                                        | Navštívení Panny Marie (Podlužany)                     | 31. května                                             | Podlužany                                              | kaple                                                  | Farnost Rožďalovice                                    | bohoslužby                                             | 50°17′12″ s. š., 15°10′ v. d.                          | —                                                      |
|                                                        | Nejsvětější Trojice (Chloumek)                         | první neděle po letnicích                              | Chloumek                                               | filiální kostel                                        | Farnost Mělník                                         | bohoslužby                                             | 50°22′24″ s. š., 14°30′27″ v. d.                       | 20586/2-1378 (Pk•MIS•Sez•Obr•WD)                       |
|                                                        | Nejsvětější Trojice (Křinec)                           | první neděle po letnicích                              | Křinec                                                 | kaple                                                  | Farnost Křinec                                         | bohoslužby                                             | 50°16′2″ s. š., 15°7′13″ v. d.                         | 10280/2-4272 (Pk•MIS•Sez•Obr•WD)                       |
|                                                        | Nejsvětější Trojice (Osinalice)                        | první neděle po letnicích                              | Osinalice                                              | kaple                                                  | Farnost Horní Vidim                                    | bohoslužby                                             | 50°29′39″ s. š., 14°31′2″ v. d.                        | 11435/2-4338 (Pk•MIS•Sez•Obr•WD)                       |
|                                                        | Nejsvětější Trojice (Řepín)                            | první neděle po letnicích                              | Řepín                                                  | kaple                                                  | Farnost Řepín                                          | bohoslužby                                             |                                                        | —                                                      |
|                                                        | Nejsvětější Trojice (Vrátno)                           | první neděle po letnicích                              | Vrátno                                                 | kaple                                                  | Farnost Mšeno u Mělníka                                | bohoslužby                                             | 50°25′56″ s. š., 14°41′35″ v. d.                       | —                                                      |
|                                                        | Nejsvětější Trojice (Všeborsko)                        | první neděle po letnicích                              | Všeborsko                                              | farní kostel                                           | Farnost Všeborsko                                      | bohoslužby                                             | 50°27′34″ s. š., 15°3′46″ v. d.                        | 20981/2-1706 (Pk•MIS•Sez•Obr•WD)                       |
|                                                        | Panny Marie (Bítouchov)                                | 1. ledna                                               | Bítouchov                                              | kaple                                                  | Farnost Bakov nad Jizerou                              | bohoslužby                                             | 50°28′43″ s. š., 14°53′30″ v. d.                       | —                                                      |
|                                                        | Panny Marie (Dalešice)                                 | 1. ledna                                               | Dalešice                                               | kaple                                                  | Farnost Bakov nad Jizerou                              | bohoslužby                                             | 50°27′38″ s. š., 14°54′27″ v. d.                       | 25857/2-1528 (Pk•MIS•Sez•Obr•WD)                       |
|                                                        | Panny Marie (Chudoplesy)                               | 1. ledna                                               | Chudoplesy                                             | kaple                                                  | Farnost Bakov nad Jizerou                              | bohoslužby                                             | 50°27′29″ s. š., 14°55′50″ v. d.                       | —                                                      |
|                                                        | Panny Marie (Ledce)                                    | 1. ledna                                               | Ledce                                                  | kaple                                                  | Farnost Žerčice                                        | bohoslužby                                             | 50°21′20″ s. š., 15°4′57″ v. d.                        | —                                                      |
|                                                        | Panny Marie (Liblice)                                  | 1. ledna                                               | Liblice                                                | kaple (zámecká)                                        | Farnost Liblice                                        | bohoslužby                                             | 50°18′47″ s. š., 14°35′27″ v. d.                       | 21149/2-1289 (Pk•MIS•Sez•Obr•WD)                       |
|                                                        | Panny Marie (Násedlnice)                               | 1. ledna                                               | Násedlnice                                             | kaple                                                  | Farnost Bakov nad Jizerou                              | bohoslužby                                             | 50°27′39″ s. š., 14°59′49″ v. d.                       | —                                                      |
|                                                        | Panny Marie (Sušno)                                    | 1. ledna                                               | Sušno                                                  | kaple                                                  | Farnost Chotětov                                       | bohoslužby                                             | 50°19′55″ s. š., 14°44′55″ v. d.                       | —                                                      |
|                                                        | Panny Marie Vítězné (Řepín)                            | 7. října                                               | Řepín                                                  | farní kostel                                           | Farnost Řepín                                          | bohoslužby                                             | 50°22′ s. š., 14°38′5″ v. d.                           | 11421/2-4343 (Pk•MIS•Sez•Obr•WD)                       |
|                                                        | Povýšení sv. Kříže (Bělá pod Bezdězem)                 | 14. září                                               | Bělá pod Bezdězem                                      | farní kostel                                           | Farnost Bělá p.B.                                      | bohoslužby                                             | 50°30′2″ s. š., 14°48′17″ v. d.                        | 22831/2-1458 (Pk•MIS•Sez•Obr•WD)                       |
|                                                        | Povýšení sv. Kříže (Kosmonosy)                         | 14. září                                               | Kosmonosy                                              | farní kostel                                           | Farnost Kosmonosy                                      | bohoslužby                                             | 50°26′34″ s. š., 14°55′35″ v. d.                       | 32297/2-1596 (Pk•MIS•Sez•Obr•WD)                       |
|                                                        | Povýšení sv. Kříže (Lobeč)                             | 14. září                                               | Lobeč                                                  | filiální kostel                                        | Farnost Mšeno u Mělníka                                | bohoslužby                                             | 50°27′36″ s. š., 14°40′13″ v. d.                       | 33930/2-1351 (Pk•MIS•Sez•Obr•WD)                       |
|                                                        | Povýšení sv. Kříže (Mečeříž)                           | 14. září                                               | Mečeříž                                                | filiální kostel                                        | Farnost Dolní Slivno                                   | bohoslužby                                             | 50°17′29″ s. š., 14°44′15″ v. d.                       | 10088/2-4254 (Pk•MIS•Sez•Obr•WD)                       |
|                                                        | Povýšení sv. Kříže (Sovolusky)                         | 14. září                                               | Sovolusky                                              | kaple                                                  | Farnost Rožďalovice                                    | bohoslužby                                             | 50°19′41″ s. š., 15°6′50″ v. d.                        | —                                                      |
|                                                        | sv. Anny (Husí Lhota)                                  | 26. července                                           | Husí Lhota                                             | kaple                                                  | Farnost Plazy                                          | bohoslužby                                             | 50°26′9″ s. š., 15°0′16″ v. d.                         | —                                                      |
|                                                        | sv. Anny (Jelenice)                                    | 26. července                                           | Jelenice                                               | kaple                                                  | Farnost Liblice                                        | bohoslužby                                             | 50°20′13″ s. š., 14°32′28″ v. d.                       | —                                                      |
|                                                        | sv. Anny (Nebužely)                                    | 26. července                                           | Nebužely                                               | kaple                                                  | Farnost Nebužely                                       | bohoslužby                                             | 50°23′4″ s. š., 14°35′12″ v. d.                        | —                                                      |
|                                                        | sv. Anny (Tuhaň)                                       | 26. července                                           | Tuhaň                                                  | kaple                                                  | Farnost Záboří                                         | bohoslužby                                             | 50°17′42″ s. š., 14°30′56″ v. d.                       | —                                                      |
|                                                        | sv. Anny (Týnec)                                       | 26. července                                           | Týnec                                                  | filiální kostel                                        | Farnost Dobrovice                                      | bohoslužby                                             | 50°22′29″ s. š., 14°58′53″ v. d.                       | 17450/2-1750 (Pk•MIS•Sez•Obr•WD)                       |
|                                                        | sv. Antonína Pad. (Skramouš)                           | 13. června                                             | Skramouš                                               | kaple                                                  | Farnost Mšeno u Mělníka                                | bohoslužby                                             | 50°26′45″ s. š., 14°40′5″ v. d.                        | —                                                      |
|                                                        | sv. Antonína (Živonín)                                 | 13. června                                             | Živonín                                                | kaple                                                  | Farnost Řepín                                          | bohoslužby                                             | 50°22′47″ s. š., 14°38′3″ v. d.                        | —                                                      |
|                                                        | sv. Barbory (Bakov nad Jizerou)                        | 4. prosince                                            | Bakov nad Jizerou                                      | kaple (hřbitovní)                                      | Farnost Bakov nad Jizerou                              | bohoslužby                                             | 50°28′50″ s. š., 14°56′17″ v. d.                       | 32742/2-1454 (Pk•MIS•Sez•Obr•WD)                       |
|                                                        | sv. Barbory (Debř)                                     | 4. prosince                                            | Debř                                                   | kaple                                                  | Farnost Kosmonosy                                      | užívá pro bohoslužby pravoslavná církev                | 50°26′36″ s. š., 14°53′22″ v. d.                       | 18249/2-1671 (Pk•MIS•Sez•Obr•WD)                       |
|                                                        | sv. Barbory (Mělník)                                   | 4. prosince                                            | Mělník                                                 | kaple                                                  | Farnost Mělník                                         |                                                        |                                                        | —                                                      |
|                                                        | sv. Bartoloměje (Bakov nad Jizerou)                    | 24. srpna                                              | Bakov nad Jizerou                                      | farní kostel                                           | Farnost Bakov nad Jizerou                              | bohoslužby                                             | 50°28′55″ s. š., 14°56′9″ v. d.                        | 29384/2-1453 (Pk•MIS•Sez•Obr•WD)                       |
|                                                        | sv. Bartoloměje (Dobrovice)                            | 24. srpna                                              | Dobrovice                                              | farní kostel                                           | Farnost Dobrovice                                      | bohoslužby                                             | 50°22′14″ s. š., 14°57′50″ v. d.                       | 20334/2-1533 (Pk•MIS•Sez•Obr•WD)                       |
|                                                        | sv. Bartoloměje (Strenice)                             | 24. srpna                                              | Strenice                                               | farní kostel                                           | Farnost Strenice                                       | bohoslužby                                             | 50°23′31″ s. š., 14°49′35″ v. d.                       | 45157/2-1738 (Pk•MIS•Sez•Obr•WD)                       |
|                                                        | sv. Bonaventury (Mladá Boleslav)                       | 15. července                                           | Mladá Boleslav                                         | filiální kostel                                        | Farnost Mladá Boleslav                                 | bohoslužby                                             | 50°24′53″ s. š., 14°54′11″ v. d.                       | 35018/2-1651 (Pk•MIS•Sez•Obr•WD)                       |
|                                                        | sv. Cyrila a Metoděje (Studce)                         | 5. července                                            | Studce                                                 | kaple                                                  | Farnost Mcely                                          | bohoslužby                                             | 50°17′34″ s. š., 15°2′56″ v. d.                        | —                                                      |
|                                                        | sv. Cyrila a Metoděje (Voděrady)                       | 5. července                                            | Voděrady                                               | kaple                                                  | Farnost Luštěnice                                      | bohoslužby                                             | 50°20′12″ s. š., 14°56′41″ v. d.                       | —                                                      |
|                                                        | sv. Ducha (Liběchov)                                   | letnice                                                | Liběchov                                               | kaple                                                  | Farnost Liběchov                                       | bohoslužby                                             | 50°24′22″ s. š., 14°26′56″ v. d.                       | 24923/2-1340 (Pk•MIS•Sez•Obr•WD)                       |
|                                                        | sv. Františka z Assisi (Dolní Slivno)                  | 4. října                                               | Dolní Slivno                                           | farní kostel                                           | Farnost Dolní Slivno                                   | bohoslužby                                             | 50°18′32″ s. š., 14°44′ v. d.                          | 36555/2-1548 (Pk•MIS•Sez•Obr•WD)                       |
|                                                        | sv. Františka z Assisi (Kováň)                         | 4. října                                               | Kováň                                                  | farní kostel                                           | Farnost Kováň                                          | bohoslužby                                             | 50°25′27″ s. š., 14°46′40″ v. d.                       | 33257/2-1612 (Pk•MIS•Sez•Obr•WD)                       |
|                                                        | sv. Havla (Čečelice)                                   | 16. října                                              | Čečelice                                               | farní kostel                                           | Farnost Čečelice                                       | bohoslužby                                             | 50°17′38″ s. š., 14°37′7″ v. d.                        | 15827/2-1294 (Pk•MIS•Sez•Obr•WD)                       |
|                                                        | sv. Havla (Horní Stakory)                              | 16. října                                              | Horní Stakory                                          | kaple                                                  | Farnost Kosmonosy                                      | bohoslužby                                             | 50°26′45″ s. š., 14°57′45″ v. d.                       | —                                                      |
|                                                        | sv. Havla (Liběchov)                                   | 16. října                                              | Liběchov                                               | farní kostel                                           | Farnost Liběchov                                       | bohoslužby                                             | 50°24′26″ s. š., 14°26′49″ v. d.                       | 38800/2-1339 (Pk•MIS•Sez•Obr•WD)                       |
|                                                        | sv. Havla (Mladá Boleslav)                             | 16. října                                              | Mladá Boleslav                                         | filiální kostel                                        | Farnost Mladá Boleslav                                 | bohoslužby                                             | 50°24′43″ s. š., 14°54′33″ v. d.                       | 33578/2-1653 (Pk•MIS•Sez•Obr•WD)                       |
|                                                        | sv. Havla (Radouň)                                     | 16. října                                              | Radouň                                                 | filiální kostel                                        | Farnost Řepín                                          | bohoslužby                                             | 50°21′ s. š., 14°40′40″ v. d.                          | 47204/2-1438 (Pk•MIS•Sez•Obr•WD)                       |
|                                                        | sv. Havla (Rožďalovice)                                | 16. října                                              | Rožďalovice                                            | farní kostel                                           | Farnost Rožďalovice                                    | bohoslužby                                             | 50°18′26″ s. š., 15°10′15″ v. d.                       | 45970/2-1946 (Pk•MIS•Sez•Obr•WD)                       |
|                                                        | sv. Havla (Skalsko)                                    | 16. října                                              | Skalsko                                                | farní kostel                                           | Farnost Skalsko                                        | bohoslužby                                             | 50°25′38″ s. š., 14°45′31″ v. d.                       | 36101/2-1727 (Pk•MIS•Sez•Obr•WD)                       |
|                                                        | sv. Jakuba Staršího (Kadlín)                           | 25. července                                           | Kadlín                                                 | farní kostel                                           | Farnost Kadlín                                         | bohoslužby                                             | 50°23′50″ s. š., 14°41′55″ v. d.                       | 23165/2-1417 (Pk•MIS•Sez•Obr•WD)                       |
|                                                        | sv. Jakuba Staršího (Medonosy)                         | 25. července                                           | Medonosy                                               | farní kostel                                           | Farnost Medonosy                                       | bohoslužby                                             | 50°29′37″ s. š., 14°29′10″ v. d.                       | 23018/2-1444 (Pk•MIS•Sez•Obr•WD)                       |
|                                                        | sv. Jana Křtitele (Byšice)                             | 24. června                                             | Byšice                                                 | filiální kostel                                        | Farnost Liblice                                        | bohoslužby                                             | 50°18′47″ s. š., 14°36′50″ v. d.                       | 46302/2-1284 (Pk•MIS•Sez•Obr•WD)                       |
|                                                        | sv. Jana Křtitele (Újezdec)                            | 24. června                                             | Újezdec                                                | kaple                                                  | Farnost Luštěnice                                      | bohoslužby                                             | 50°18′34″ s. š., 14°56′41″ v. d.                       | —                                                      |
|                                                        | sv. Jana Nepomuckého (Bukovno)                         | 16. května                                             | Bukovno                                                | farní kostel                                           | Farnost Bukovno                                        | bohoslužby                                             | 50°26′48″ s. š., 14°50′25″ v. d.                       | 46751/2-1525 (Pk•MIS•Sez•Obr•WD)                       |
|                                                        | sv. Jana Nepomuckého (Chloumek)                        | 16. května                                             | Chloumek                                               | kaple                                                  | Farnost Mělník                                         | bohoslužby                                             | 50°22′29″ s. š., 14°29′53″ v. d.                       | 27816/2-1377 (Pk•MIS•Sez•Obr•WD)                       |
|                                                        | sv. Jana Nepomuckého (Křinec)                          | 16. května                                             | Křinec                                                 | kaple                                                  | Farnost Křinec                                         | bohoslužby                                             | 50°16′27″ s. š., 15°8′16″ v. d.                        | 17782/2-1850 (Pk•MIS•Sez•Obr•WD)                       |
|                                                        | sv. Jana Nepomuckého (Mladá Boleslav)                  | 16. května                                             | Mladá Boleslav                                         | filiální kostel                                        | Farnost Mladá Boleslav                                 | bohoslužby                                             | 50°24′43″ s. š., 14°54′22″ v. d.                       | 34657/2-1650 (Pk•MIS•Sez•Obr•WD)                       |
|                                                        | sv. Jana Nepomuckého (Rejšice)                         | 16. května                                             | Rejšice                                                | farní kostel                                           | Farnost Rejšice                                        | bohoslužby                                             | 50°19′0″ s. š., 14°58′21″ v. d.                        | 21895/2-4173 (Pk•MIS•Sez•Obr•WD)                       |
|                                                        | sv. Jana Nepomuckého (Šemanovice)                      | 16. května                                             | Šemanovice                                             | farní kostel                                           | Farnost Šemanovice                                     | bohoslužby                                             | 50°27′21″ s. š., 14°33′27″ v. d.                       | 15375/2-1280 (Pk•MIS•Sez•Obr•WD)                       |
|                                                        | sv. Jana Nepomuckého (Vehlovice)                       | 16. května                                             | Vehlovice                                              | kaple                                                  | Farnost Liběchov                                       | bohoslužby                                             | 50°23′40″ s. š., 14°27′35″ v. d.                       | 33378/2-1383 (Pk•MIS•Sez•Obr•WD)                       |
|                                                        | sv. Jiljí (Bezděz)                                     | 1. září                                                | Bezděz                                                 | farní kostel                                           | Farnost Bezděz                                         | bohoslužby                                             | 50°32′2″ s. š., 14°43′20″ v. d.                        | 36876/5-2822 (Pk•MIS•Sez•Obr•WD)                       |
|                                                        | sv. Jiljí (Křinec)                                     | 1. září                                                | Křinec                                                 | farní kostel                                           | Farnost Křinec                                         | bohoslužby                                             | 50°16′3″ s. š., 15°8′25″ v. d.                         | 37839/2-1849 (Pk•MIS•Sez•Obr•WD)                       |
|                                                        | sv. Jiljí (Nebužely)                                   | 1. září                                                | Nebužely                                               | farní kostel                                           | Farnost Nebužely                                       | bohoslužby                                             | 50°23′29″ s. š., 14°35′20″ v. d.                       | 16507/2-1386 (Pk•MIS•Sez•Obr•WD)                       |
|                                                        | sv. Jiljí (Rejšice)                                    | 1. září                                                | Rejšice                                                | kaple                                                  | Farnost Rejšice                                        | bohoslužby                                             | 50°19′5″ s. š., 14°58′24″ v. d.                        | 31623/2-1720 (Pk•MIS•Sez•Obr•WD)                       |
|                                                        | sv. Jiří (Krnsko)                                      | 24. dubna                                              | Krnsko                                                 | farní kostel                                           | Farnost Krnsko                                         | bohoslužby                                             | 50°22′20″ s. š., 14°51′56″ v. d.                       | 18899/2-1614 (Pk•MIS•Sez•Obr•WD)                       |
|                                                        | sv. Jiří (Hradsko)                                     | 24. dubna                                              | Sedlec                                                 | filiální kostel                                        | Farnost Mšeno u Mělníka                                | bohoslužby                                             | 50°25′49″ s. š., 14°35′11″ v. d.                       | 16241/2-1413 (Pk•MIS•Sez•Obr•WD)                       |
|                                                        | sv. Josefa (Bělá pod Bezdězem)                         | 19. března                                             | Bělá pod Bezdězem                                      | kaple (zámecká)                                        | Farnost Bělá p.B.                                      | bohoslužby                                             | 50°30′5″ s. š., 14°48′27″ v. d.                        | 21751/2-1460 (Pk•MIS•Sez•Obr•WD)                       |
|                                                        | sv. Kateřiny (Dolní Bousov)                            | 25. listopadu                                          | Dolní Bousov                                           | farní kostel                                           | Farnost Dolní Bousov                                   | bohoslužby                                             | 50°26′21″ s. š., 15°7′36″ v. d.                        | 47185/2-1541 (Pk•MIS•Sez•Obr•WD)                       |
|                                                        | sv. Kříže (Rožďalovice)                                | 14. září                                               | Rožďalovice                                            | kaple                                                  | Farnost Rožďalovice                                    | bohoslužby                                             | 50°18′43″ s. š., 15°10′16″ v. d.                       | —                                                      |
|                                                        | sv. Ludmily (Mělník)                                   | 16. září                                               | Mělník                                                 | kaple (zámecká)                                        | Farnost Mělník                                         |                                                        | 50°21′3″ s. š., 14°28′24″ v. d.                        | 17853/2-1359 (Pk•MIS•Sez•Obr•WD)                       |
|                                                        | sv. Ludmily (Mělník)                                   | 16. září                                               | Mělník                                                 | filiální kostel                                        | Farnost Mělník                                         | bohoslužby                                             | 50°20′59″ s. š., 14°28′51″ v. d.                       | 26196/2-1358 (Pk•MIS•Sez•Obr•WD)                       |
|                                                        | sv. Martina (Horní Slivno)                             | 11. listopadu                                          | Horní Slivno                                           | filiální kostel                                        | Farnost Dolní Slivno                                   | bohoslužby                                             | 50°18′17″ s. š., 14°42′18″ v. d.                       | 20154/2-1563 (Pk•MIS•Sez•Obr•WD)                       |
|                                                        | sv. Martina (Vidim)                                    | 11. listopadu                                          | Horní Vidim                                            | farní kostel                                           | Farnost Horní Vidim                                    | bohoslužby                                             | 50°28′4″ s. š., 14°31′36″ v. d.                        | 15045/2-1427 (Pk•MIS•Sez•Obr•WD)                       |
|                                                        | sv. Martina (Kosmonosy)                                | 11. listopadu                                          | Kosmonosy                                              | kaple                                                  | Farnost Kosmonosy                                      | bohoslužby                                             | 50°26′19″ s. š., 14°55′48″ v. d.                       | 31765/2-1598 (Pk•MIS•Sez•Obr•WD)                       |
|                                                        | sv. Martina (Luštěnice)                                | 11. listopadu                                          | Luštěnice                                              | farní kostel                                           | Farnost Luštěnice                                      | bohoslužby                                             | 50°19′17″ s. š., 14°56′23″ v. d.                       | 23568/2-1642 (Pk•MIS•Sez•Obr•WD)                       |
|                                                        | sv. Martina (Mšeno)                                    | 11. listopadu                                          | Mšeno                                                  | farní kostel                                           | Farnost Mšeno u Mělníka                                | bohoslužby                                             | 50°26′16″ s. š., 14°37′55″ v. d.                       | 41873/2-3773 (Pk•MIS•Sez•Obr•WD)                       |
|                                                        | sv. Michaela archanděla (Mělnické Vtelno)              | 29. září                                               | Mělnické Vtelno                                        | filiální kostel                                        | Farnost Chorušice                                      | bohoslužby                                             | 50°21′8″ s. š., 14°41′52″ v. d.                        | 38647/2-1354 (Pk•MIS•Sez•Obr•WD)                       |
|                                                        | sv. Michaela archanděla (Michalovice)                  | 29. září                                               | Michalovice                                            | filiální kostel                                        | Farnost Bukovno                                        | bohoslužby                                             | 50°26′2″ s. š., 14°53′20″ v. d.                        | 24215/2-1529 (Pk•MIS•Sez•Obr•WD)                       |
|                                                        | sv. Mikuláše (Horky nad Jizerou)                       | 6. prosince                                            | Horky nad Jizerou                                      | farní kostel                                           | Farnost Horky nad Jizerou                              | bohoslužby                                             | 50°19′41″ s. š., 14°51′25″ v. d.                       | 22879/2-1556 (Pk•MIS•Sez•Obr•WD)                       |
|                                                        | sv. Mikuláše (Vinec)                                   | 6. prosince                                            | Vinec                                                  | filiální kostel                                        | Farnost Mladá Boleslav                                 | bohoslužby                                             | 50°23′33″ s. š., 14°52′16″ v. d.                       | 24001/2-1757 (Pk•MIS•Sez•Obr•WD)                       |
|                                                        | sv. Mikuláše (Žerčice)                                 | 6. prosince                                            | Žerčice                                                | farní kostel                                           | Farnost Žerčice                                        | bohoslužby                                             | 50°22′26″ s. š., 15°2′3″ v. d.                         | 29660/2-1773 (Pk•MIS•Sez•Obr•WD)                       |
|                                                        | sv. Petra a Pavla (Bezno)                              | 29. června                                             | Bezno                                                  | farní kostel                                           | Farnost Bezno                                          | bohoslužby                                             | 50°22′3″ s. š., 14°47′45″ v. d.                        | 24232/2-1484 (Pk•MIS•Sez•Obr•WD)                       |
|                                                        | sv. Petra a Pavla (Mělník)                             | 29. června                                             | Mělník                                                 | farní kostel                                           | Farnost Mělník                                         | bohoslužby                                             | 50°21′2″ s. š., 14°28′25″ v. d.                        | 27986/2-1356 (Pk•MIS•Sez•Obr•WD)                       |
|                                                        | sv. Petra a Pavla (Veselá)                             | 29. června                                             | Veselá                                                 | kaple                                                  | Farnost Bakov nad Jizerou                              |                                                        | 50°29′49″ s. š., 14°57′55″ v. d.                       | 46281/2-1753 (Pk•MIS•Sez•Obr•WD)                       |
|                                                        | sv. Prokopa (Chotětov)                                 | 4. července                                            | Chotětov                                               | farní kostel                                           | Farnost Chotětov                                       | bohoslužby                                             | 50°20′12″ s. š., 14°48′4″ v. d.                        | 34343/2-1569 (Pk•MIS•Sez•Obr•WD)                       |
|                                                        | sv. Prokopa (Semčice)                                  | 4. července                                            | Semčice                                                | filiální kostel                                        | Farnost Dobrovice                                      | bohoslužby                                             | 50°22′6″ s. š., 15°0′17″ v. d.                         | 20442/2-1724 (Pk•MIS•Sez•Obr•WD)                       |
|                                                        | sv. Prokopa (Spikaly)                                  | 4. července                                            | Spikaly                                                | kaple                                                  | Farnost Kováň                                          | bohoslužby                                             | 50°26′8″ s. š., 14°46′3″ v. d.                         | —                                                      |
|                                                        | sv. Stafina (Klokočka)                                 | 4. července                                            | Klokočka                                               | kaple                                                  | Farnost Bakov nad Jizerou                              | bohoslužby                                             | 50°30′25″ s. š., 14°54′28″ v. d.                       | 25656/2-1645 (Pk•MIS•Sez•Obr•WD)                       |
|                                                        | sv. Šimona a Judy (Plazy)                              | 28. října                                              | Plazy                                                  | farní kostel                                           | Farnost Plazy                                          | bohoslužby                                             | 50°24′53″ s. š., 14°58′26″ v. d.                       | 15325/2-1713 (Pk•MIS•Sez•Obr•WD)                       |
|                                                        | sv. Šimona a Judy (Vlčí Pole)                          | 28. října                                              | Vlčí Pole                                              | filiální kostel                                        | Farnost Dolní Bousov                                   | bohoslužby                                             | 50°24′50″ s. š., 15°8′19″ v. d.                        | 15725/2-1759 (Pk•MIS•Sez•Obr•WD)                       |
|                                                        | sv. Štěpána (Řitonice)                                 | 26. prosince                                           | Řitonice                                               | farní kostel                                           | Farnost Řitonice                                       | bohoslužby                                             | 50°24′30″ s. š., 15°6′31″ v. d.                        | 26819/2-1723 (Pk•MIS•Sez•Obr•WD)                       |
|                                                        | sv. Václava (Bělá pod Bezdězem)                        | 28. září                                               | Bělá pod Bezdězem                                      | filiální kostel (klášterní)                            | Farnost Bělá p.B.                                      | bohoslužby                                             | 50°30′12″ s. š., 14°48′2″ v. d.                        | 46319/2-1459 (Pk•MIS•Sez•Obr•WD)                       |
|                                                        | sv. Václava (Bezděčín)                                 | 28. září                                               | Bezděčín                                               | kaple                                                  | Farnost Mladá Boleslav                                 | bohoslužby                                             | 50°23′12″ s. š., 14°53′54″ v. d.                       | —                                                      |
|                                                        | sv. Václava (Bezdědice)                                | 28. září                                               | Bezdědice                                              | farní kostel                                           | Farnost Bezdědice                                      | bohoslužby                                             | 50°28′55″ s. š., 14°41′54″ v. d.                       | 102651 (Pk•MIS•Sez•Obr•WD)                             |
|                                                        | sv. Václava (Březno)                                   | 28. září                                               | Březno                                                 | farní kostel                                           | Farnost Březno u M.B.                                  | bohoslužby                                             | 50°24′24″ s. š., 15°0′22″ v. d.                        | 22140/2-1512 (Pk•MIS•Sez•Obr•WD)                       |
|                                                        | sv. Václava (Dolní Krupá)                              | 28. září                                               | Dolní Krupá                                            | farní kostel                                           | Farnost Dolní Krupá u M.H.                             | bohoslužby                                             | 50°32′46″ s. š., 14°52′7″ v. d.                        | 35666/2-1544 (Pk•MIS•Sez•Obr•WD)                       |
|                                                        | sv. Václava (Hrubý Jeseník)                            | 28. září                                               | Hrubý Jeseník                                          | farní kostel                                           | Farnost Hrubý Jeseník                                  | bohoslužby                                             | 50°14′44″ s. š., 15°5′49″ v. d.                        | 32112/2-1819 (Pk•MIS•Sez•Obr•WD)                       |
|                                                        | sv. Václava (Kly)                                      | 28. září                                               | Kly                                                    | kaple                                                  | Farnost Záboří                                         | bohoslužby                                             | 50°18′32″ s. š., 14°30′13″ v. d.                       | 104217 (Pk•MIS•Sez•Obr•WD)                             |
|                                                        | sv. Václava (Liblice)                                  | 28. září                                               | Liblice                                                | farní kostel                                           | Farnost Liblice                                        | bohoslužby                                             | 50°18′42″ s. š., 14°35′20″ v. d.                       | 22291/2-1288 (Pk•MIS•Sez•Obr•WD)                       |
|                                                        | sv. Václava (Malé Všelisy)                             | 28. září                                               | Malé Všelisy                                           | kaple                                                  | Farnost Bezno                                          | bohoslužby                                             | 50°23′4″ s. š., 14°44′54″ v. d.                        | —                                                      |
|                                                        | sv. Václava (Mcely)                                    | 28. září                                               | Mcely                                                  | farní kostel                                           | Farnost Mcely                                          | bohoslužby                                             | 50°17′50″ s. š., 15°4′37″ v. d.                        | 33925/2-1876 (Pk•MIS•Sez•Obr•WD)                       |
|                                                        | sv. Václava (Stránov)                                  | 28. září                                               | Jizerní Vtelno                                         | kaple (zámecká)                                        | Farnost Krnsko                                         | bohoslužby                                             | 50°22′23″ s. š., 14°51′19″ v. d.                       | 15874/2-1582 (Pk•MIS•Sez•Obr•WD)                       |
|                                                        | sv. Václava (Studénka)                                 | 28. září                                               | Studénka                                               | kaple                                                  | Farnost Bakov nad Jizerou                              |                                                        |                                                        | —                                                      |
|                                                        | sv. Václava (Sýčina)                                   | 28. září                                               | Sýčina                                                 | filiální kostel                                        | Farnost Dobrovice                                      | bohoslužby                                             | 50°22′2″ s. š., 14°55′53″ v. d.                        | 37633/2-1748 (Pk•MIS•Sez•Obr•WD)                       |
|                                                        | sv. Václava (Vysoká)                                   | 28. září                                               | Vysoká                                                 | farní kostel                                           | Farnost Vysoká u Mělníka                               | bohoslužby                                             | 50°24′44″ s. š., 14°32′16″ v. d.                       | 24382/2-1433 (Pk•MIS•Sez•Obr•WD)                       |
|                                                        | sv. Václava (Žitovlice)                                | 28. září                                               | Žitovlice                                              | farní kostel                                           | Farnost Žitovlice                                      | bohoslužby                                             | 50°17′39″ s. š., 15°8′12″ v. d.                        | 34733/2-1976 (Pk•MIS•Sez•Obr•WD)                       |
|                                                        | sv. Vavřince (Čistá)                                   | 10. srpna                                              | Čistá                                                  | filiální kostel                                        | Farnost Bělá p.B.                                      | bohoslužby                                             | 50°28′7″ s. š., 14°50′45″ v. d.                        | 24867/2-1527 (Pk•MIS•Sez•Obr•WD)                       |
|                                                        | sv. Vavřince (Mělník-Pšovka)                           | 10. srpna                                              | Mělník-Pšovka                                          | farní kostel                                           | Farnost Mělník-Pšovka                                  | bohoslužby                                             | 50°21′45″ s. š., 14°28′3″ v. d.                        | 20560/2-1382 (Pk•MIS•Sez•Obr•WD)                       |
|                                                        | Stětí sv. Jana Křtitele (Krpy)                         | 29. srpna                                              | Krpy                                                   | filiální kostel                                        | Farnost Řepín                                          | bohoslužby                                             | 50°19′44″ s. š., 14°41′20″ v. d.                       | 23636/2-3604 (Pk•MIS•Sez•Obr•WD)                       |
|                                                        | Kaple (Dobrovice)                                      | zasvěcení neznámé                                      | Dobrovice                                              | kaple                                                  | Farnost Dobrovice                                      |                                                        |                                                        | —                                                      |
|                                                        | Kaple (Dolní Cetno)                                    | zasvěcení neznámé                                      | Dolní Cetno                                            | kaple                                                  | Farnost Strenice                                       |                                                        |                                                        | —                                                      |
|                                                        | Kaple (Chudíř)                                         | zasvěcení neznámé                                      | Chudíř                                                 | kaple                                                  | Farnost Loučeň                                         |                                                        |                                                        | —                                                      |
|                                                        | Kaple (Kosořice)                                       | zasvěcení neznámé                                      | Kosořice                                               | kaple                                                  | Farnost Rejšice                                        |                                                        | 50°20′4″ s. š., 14°58′2″ v. d.                         | —                                                      |
|                                                        | Kaple (Libichov)                                       | zasvěcení neznámé                                      | Libichov                                               | kaple                                                  | Farnost Dobrovice                                      |                                                        | 50°21′8″ s. š., 14°55′3″ v. d.                         | —                                                      |
|                                                        | Kaple (Němčice)                                        | zasvěcení neznámé                                      | Němčice                                                | kaple                                                  | Farnost Dobrovice                                      |                                                        | 50°20′48″ s. š., 14°55′31″ v. d.                       | —                                                      |
|                                                        | Kaple (Pětikozly)                                      | zasvěcení neznámé                                      | Pětikozly                                              | kaple                                                  | Farnost Strenice                                       |                                                        |                                                        | —                                                      |
|                                                        | Kaple (Úherce)                                         | zasvěcení neznámé                                      | Úherce                                                 | kaple                                                  | Farnost Dobrovice                                      |                                                        |                                                        | —                                                      |
|                                                        | Kaple (Vinařice)                                       | zasvěcení neznámé                                      | Vinařice                                               | kaple                                                  | Farnost Dobrovice                                      |                                                        | 50°22′28″ s. š., 14°57′17″ v. d.                       | —                                                      |
|                                                        | Kaple (Žitovlice)                                      | zasvěcení neznámé                                      | Žitovlice                                              | kaple (hřbitovní)                                      | Farnost Žitovlice                                      |                                                        | 50°17′28″ s. š., 15°8′26″ v. d.                        | —                                                      |

## Farní obvody mladoboleslavského vikariátu
Farnosti jsou z důvodu efektivity duchovní správy spojeny do farních obvodů (kolatur).  Upřesňující údaje v kolonce správce se vztahují k obsazené farnosti. Farnosti mají osoby pověřené různými funkcemi uvedené na svých stránkách či v diecézním katalogu.
| Farnosti                       | Farnosti | Farnosti                                                                           | Farnosti                                                      |
| Farnost obsazená duchovním     | Farnost spravovaná excurrendo                                                                                                | Správce                                                                            | Web a facebook farní kolatury                                 |
| ------------------------------ | --- | ---------------------------------------------------------------------------------- | ------------------------------------------------------------- |
| Bakov nad Jizerou              | Kosmonosy | R.D. Mgr. Jiří Veith, farář                                                        |                                                               |
| Bělá pod Bezdězem              | Bezdědice • Bezděz • Kováň • Kruh • Okna                                                                                     | R.D. Mgr. Kamil Škoda, farář                                                       | Web farnosti Bělá pod Bezdězem farnosti Bělá pod Bezdězem     |
| Dobrovice – děkanství          | Bošín • Hrubý Jeseník • Křinec • Loučeň • Luštěnice • Mcely • Rejšice • Rožďalovice – děkanství • Sýčina Žitovlice • Žerčice | R.D. František Janíček, děkan                                                      | Web farnosti Mcely                                            |
|                                | Dolní Bousov • Řitonice | R.D. Mgr. Ing. Václav Novák, admin. exc.                                           | Web farnosti – děkanství Sobotka farnosti – děkanství Sobotka |
| Mělník – proboštství           | Medonosy • Mělník-Pšovka • Šemanovice • Vysoká u Mělníka • Záboří                                                            | P. Miroslaw Mateńko, MS, farář                                                     | Web farnosti – proboštství Mělník                             |
| Mladá Boleslav – arciděkanství | Bezno • Březno u Mladé Boleslavi • Horky nad Jizerou • Chotětov • Krnsko • Plazy • Strenice • Všeborsko                      | R.D. Ing. Mgr. Pavol Poláček, arciděkan R.D. Mgr. Peter Kothaj, výpomocný duchovní | Web farnosti – arciděkanství Mladá Boleslav                   |
| Mšeno u Mělníka                | Bukovno • Kadlín • Skalsko                                                                                                   | R.D. Mgr. Peter Kothaj, farář                                                      |                                                               |
| Nebužely                       | Čečelice • Dolní Slivno • Chorušice – děkanství • Liblice • Řepín                                                            | R.D. Leopold Paseka, farář                                                         | Web farnosti na webu obce Nebužely                            |

## Okrskoví vikáři
- 1966 – 1983 Josef Hendrich
- 80. léta 20. století Václav Hlouch
- 90. léta 20. století Václav Vlasák
- do 31. července 2009 Jan Jucha MS
- 1. srpna 2009 – 9. prosince 2013 Jan Nepomuk Jiřiště
- 1. ledna 2014 – 1. července 2023 Leopold Paseka
- od 1. července 2023 Kamil Škoda[4]